# Satoshi Hashida
Satoshi Hashida (født 20. december 1981) er en tidligere japansk fodboldspiller.
Han har spillet for flere forskellige klubber i sin karriere, herunder Kataller Toyama og Thespa Kusatsu.